# Alva J. Fisher
Alva J. Fisher va ser un inventor i empresari estatunidenc que va néixer a la ciutat de Ohio el 1862 i va morir a Chicago el 1947. Fisher és conegut per haver inventat la primera rentadora elèctrica, que va patentar el 1901. Aquesta rentadora va ser un èxit comercial i va ser el primer pas per la creació de la Fisher-Paykel, una de les empreses més importants en la fabricació de rentadores i d'altres electrodomèstics.
Fisher va créixer en una família d'inventors i va començar a interessar-se per la creació d'objectes des de jove. Després de la seva invenció de la rentadora, Fisher va continuar treballant en el disseny i la fabricació d'altres electrodomèstics, com ara les assecadores de roba i les neveres.
La seva contribució a la indústria de l'electrodomèstic va ser significativa i ha deixat una petjada en la vida quotidiana de les persones arreu del món.